# نظرية الواقعية السياسية

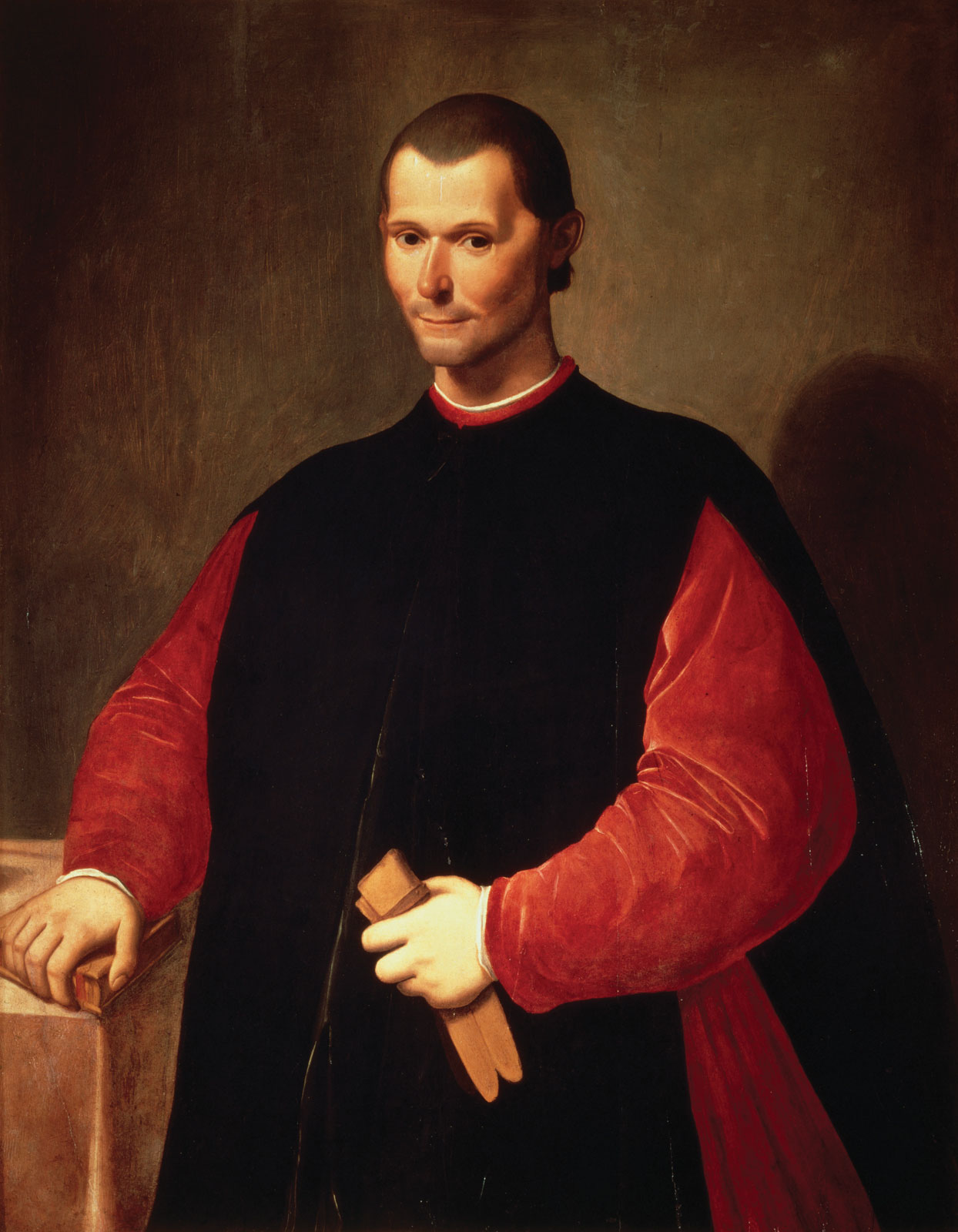

الواقعية هي مدرسة نظرية في العلاقات الدولية، والواقعية كما وصفها جوناثان هاسلام، أستاذ تاريخ العلاقات الدولية في جامعة كامبردج، «هي مجموعة من الأفكار التي تدور حول المقترحات المركزية الأربعة السياسة الجماعية، الأنانية، الفوضي والقوة السياسية» ، نظريات الواقعية السياسية نشأت من خلال أعمال توماس هوبز ونيكولو ميكافيلي، كنهج للعلاقات الدولية
،وقد كان التآصيل الحقيقي للنظرية من خلال هانز مورجانثو في كتابه السياسة بين الأمم حيث أرسى فيه أهم مقولات ومفاهيم الواقعية .
- نظرية الواقعية  أو النظرية الواقعية  هي إحدى النظريات السياسية التي تعني بتحليل السياسات الدولية أو السياسات الخارجية للدول
- تعد الواقعية السياسية Political Realism أو الواقعية في السياسة الدولية - بمثابة رد فعل على تيار المثالية Idealism
- كانت المثالية قد برزت بشكل ملحوظ كأحد الاتجاهات الفكرية لتحليل السياسات الدولية عقب الحرب العالمية الأولى (الفترة التي شهدت قيام عصبة الأمم) في بلورة المفاهيم الجديدة التي روج إليها المثاليون كمعايير لمدى توافق السياسات الخارجية للدول مع الأخلاق والسلوك المثالي المفترض أن ينتهجوه بما يتضمنه من أدوات لحل المنازعات والحد من الصراعات مثل الوساطة والمفاوضات والتحكيم والقضاء الدولي.
- وبرغم قدم الأصول الفكرية للواقعية السياسية كما أوضحنا سابقاً، إلا أن نشأة المدرسة الواقعية في العلاقات الدولية نشأة حديث نسبياً، حيث ترجع للفترة التي أعقبت الحرب العالمية الثانية، ففي هذه المرحلة تحول الاهتمام في دراسة العلاقات الدولية من إطارها القانوني إلى إطارها الواقعي بما تحمله من أبعاد متشابكة وما تعكسه من مصالح متناقضة وما تراعيه من موازين قوى.
- وقد اعتمدت نظرية الواقعية على مفاهيم خاصة لفهم تعقيدات السياسة الدولية وتفسير السلوك الخارجي للدول، لعل أبرزها (الدولة، القوة، المصلحة، العقلانية، الفوضى الدولية، التقليل من دور المنظمات الدولية الاعتماد على الذات، هاجس الأمن والبقاء) وباتت تلك المفاهيم بمثابة مفاتيح اعتمدتها كل المقاربات الواقعية.
- وقد مر تيار الواقعية في العلاقات الدولية بعدة تطورات وشهد كثير من المراجعات تبلور عنها عدة اتجاهات، بدايةً مما عرف بالواقعية التقليدية Classical Realism والتي عدلت لاحقاً بنهاية العقد السابع للقرن العشرين نتيجة للتحولات التي شهدتها بنية البيئة الدولية، فأضيفت إليها أطروحات جديدة في إطار ما عرف بالواقعية البنيوية Structural Realism. وفي ثمانينات القرن العشرين شهدت الواقعية تطوراً أخر في إطار ما عرف بالواقعية البنيوية الجديدة Neo- Structural Realism التي كشفت بدورها عن اتجاهين (هجومي Defensive Realism ودفاعي Offensive Realism) كما شهدت تلك الفترة اتجاهاً أخر وصف بالواقعية الكلاسيكية الجديدة .Neo-Classical Realismوقد حاولت الواقعية على اختلاف مسمياتها وأطروحاتها تقديم تفسيرات مقبولة لما تشهده العلاقات الدولية.